# Villa Wilhelm Eilers

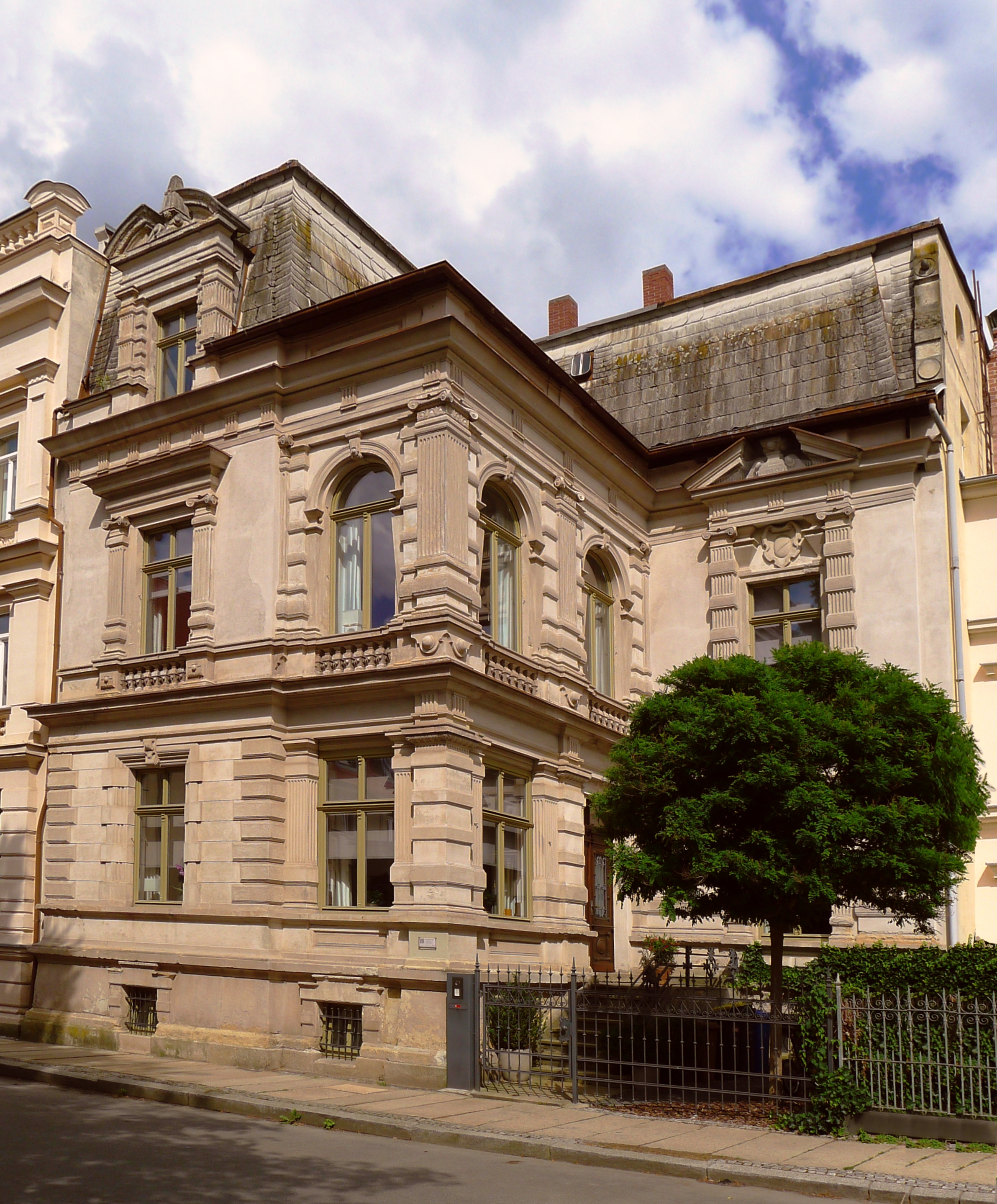
Villa Wilhelm Eilers

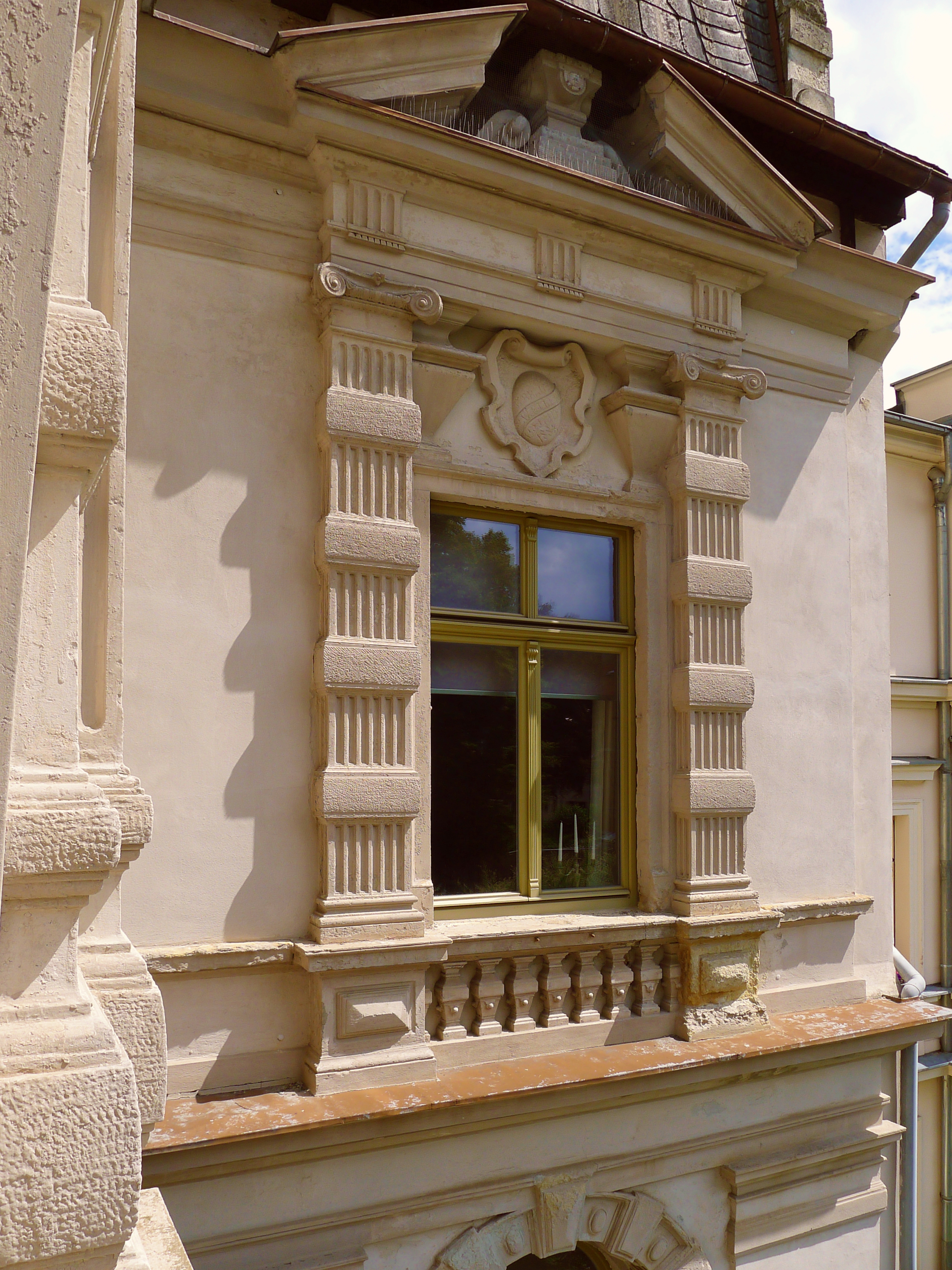
Fassadendetail

Die Villa Wilhelm Eilers in Greiz, Rudolf-Breitscheid-Straße 7 (ehemals Oststraße) in der Greizer Neustadt, wurde 1882 im Stil des Historismus errichtet, wobei insbesondere Stilvorbilder des Klassizismus und der Renaissance zur Geltung kommen. Das Thüringische Landesamt für Denkmalpflege und Archäologie klassifiziert die Villa aus geschichtlichen, künstlerischen und städtebaulichen Gründen als Kulturdenkmal und Einzeldenkmal. Baukörper, Fassadengestaltung, Raumstrukturen und Ausstattung bilden eine gestalterische Einheit von besonderem Wert.

## Geschichte
Die Villa wurde 1882–1885 durch Wilhelm Eilers geplant und errichtet, der zugleich Architekt, Bauherr und Bewohner war, bevor sie 1916 der in Greiz ansässige Unternehmer Alexander Zirnité (in Firma Zirnité & Kolbig) erwarb. Bis heute befindet sich die Villa in Privatbesitz.

## Baubeschreibung
Hervorzuheben ist der charakteristische L-förmige Grundriss des Gebäudes mit seinem direkten Anschluss an die Nachbarbebauung zur linken und rechten Seite. Der Baukörper umfasst neben dem Souterraingeschoss zwei Vollgeschosse und ein Mansardgeschoss. Die Fassade ist mit Sandstein-Gesimsen und verschiedenen Putzelementen aufwändig gestaltet.
„Villa Wilhelm Eilers ist ein gründerzeitliches Gebäude von besonderer Schönheit und herausragendem architektonischem Wert.“